# Cervera aggregata
Cervera aggregata is een zachte koraalsoort uit de familie Cornulariidae. De koraalsoort komt uit het geslacht Cervera. Cervera aggregata werd in 1955 voor het eerst wetenschappelijk beschreven door Utinomi. 